# Amonde

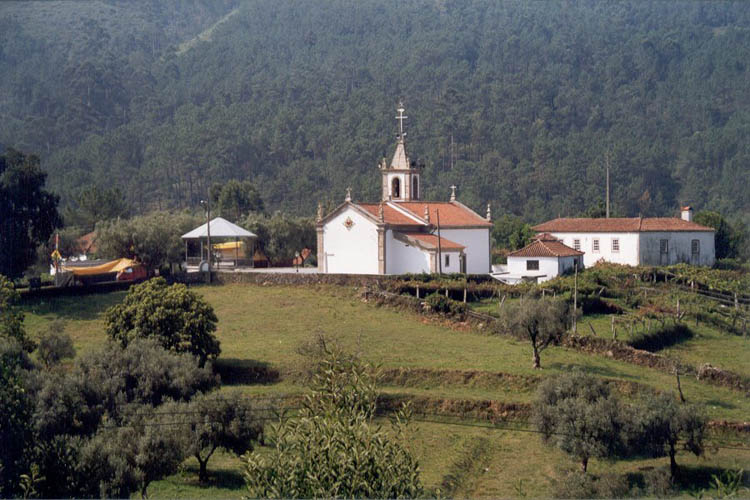
Kirche von Amonde

Amonde ist eine Gemeinde (Freguesia) im nordportugiesischen Kreis Viana do Castelo der Unterregion Minho-Lima.
In ihr leben 231 Einwohner (Stand 19. April 2021).